# Страхиња Алагић
Страхиња Алагић (Козарац, 14. август 1924 — Београд, 10. октобар 2002) био је југословенски кошаркаш и кошаркашки тренер. Тренерску каријеру је највише посветио женској кошарци. Са кошаркашицама Црвене звезде је освојило титулу првака Европе.

## Каријера
Кошарком је почео да се бави одмах након завршетка Другог светског рата и то прво у Црвеној звезди. Пошто је био војни обавезник био је члан селекције Југословенске армије која је наступала на Југословенском првенству република 1945. На првом државном првенству 1945. године у Суботици та екипа је освојила титулу првака победивши селекцију Србије у финалу.  Након тога се враћају Црвеној звезди међутим након формирања Партизана који је био армијски клуб поново је морао да напусти Звезду. Седам играча из селекције ЈА је прешло у редове новоформираног Партизана. Поред Алагића у табор Партизана прешли су Александар Николић, Златко Ковачевић, Павле Костић, Божидар Мунћан, Мирко Марјановић и Ратко Влаховић. Након годину дана проведених у Партизану Алагић се враћа у Црвену звезду где је као играч најдуже играо и где је и остварио најзначајније успехе. У периоду од 1947. до 1951. године је наступајући за црвено–беле освојио пет националних титула.

## Тренерска каријера
Након тога престаје са играчком каријером и посвећује се тренерском послу. Пре свега је радио као тренер женских екипа мада је 70-тих година накратко био тренер и мушке кошаркашке секције Црвене звезде. Са ЖКК Црвена звезда имао је пуно успеха пре свега на домаћим такмичењима. Ипак најзначајнији клупски успех у историји женске кошарке је освајање Купа шампиона 1979. године са Црвеном звездом. Имао је и великих успеха са женском репрезенатцијом, коју је 1968. године предводио до прве медаље.